# コリン・グローヴズ
コリン・ピーター・グローヴス（英語: Colin Peter Groves、1942年6月24日 - 2017年11月30日）は、オーストラリア・キャンベラにあるオーストラリア国立大学の自然人類学教授である。

## 生涯
1942年6月24日にイングランドで生まれた。1963年にユニヴァーシティ・カレッジ・ロンドンで理学士号を、1966年に王立自由病院医学校でPh.D.を取得した。1966年から1973年までカリフォルニア大学バークレー校、クイーンエリザベスカレッジ、ケンブリッジ大学において博士研究員とティーチング・フェローを務めた。1974年にオーストラリアに移住し、オーストラリア国立大学に在籍。2000年に正式な教授に昇進した。2017年11月30日に逝去。

## 研究と業績
主な研究対象は人類の進化、サル、哺乳類の分類、骨格分析、自然人類学、民族生物学、生物地理学であり、ケニア、タンザニア、ルワンダ、インド、イラン、中華人民共和国、インドネシア、スリランカ、コンゴ民主共和国で大規模なフィールドワークを行なった。
グローヴズはチェコの生物学教授であるヴラティスラフ・マザックと共にホモ・エルガステルの命名者となった。2001年に、優秀と評される著書である『Primate Taxonomy』をスミソニアン学術協会出版局から、2011年11月に『Ungulate Taxonomy』をジョンズ・ホプキンス大学出版局より出版した。
また、オーストラリア懐疑主義者協会の一員として懐疑主義に関する多くの論文や自身の研究対象に関する研究論文を発表した。さらに創造論者や反進化論者と定期的に議論を行なっていた。

## 主な著書
- Groves, C (1989), A Theory Of Human And Primate Evolution, Oxford Science Publications, ISBN 0198577583
- Groves, C (1989), Laycock, D（英語版）;, ed., Skeptical, a handbook on pseudoscience and the paranormal, Australian Skeptics, ISBN 0731657942
- Groves, C (1996), “From Ussher to Slusher; from Archbish to Gish; or, not in a million years...” (pdf), Archaeology in Oceania 31:  145–151
- Groves, C (2001), Primate Taxonomy, Washington D.C.: Smithsonian Institution Press, ISBN 156098872X
- Cameron, DW; Groves C (2004), Bones, Stones and Molecules, Boston: Elsevier, pp. 402, ISBN 0121569330
- Groves, C (2008), Extended Family: Long Lost Cousins. A Personal Look at the History of Primatology, Arlington, Virginia: Conservation International（英語版）, pp. 227, ISBN 1934151254